# Corrosella mahouchii
 (septembre 2024).
Espèce
Statut de conservation UICN

CRB1ab(ii,iii)c(ii,iv)+2ab(ii,iii)c(ii,iv) : 
En danger critique
Corrosella mahouchii est une espèce de gastéropode de la famille des Hydrobiidae, classé en danger critique d'extinction par l'UICN.

## Répartition
Corrosella mahouchii est endémique du Maroc.